# Erannis trifasciata
Erannis trifasciata là một loài bướm đêm trong họ Geometridae.